# Heavenly (brittisk musikgrupp)
Heavenly var ett brittiskt tweepop-band som bildades 1989 i Oxford och upplöstes 1996. Bandet bestod av Amelia Fletcher (sång och gitarr), Mathew Fletcher (trummor; Amelias bror), Peter Momtchiloff (gitarr) och Robert Pursey (basgitarr). Alla var tidigare medlemmar i det C86-relaterade bandet Talulah Gosh. Heavenly var signade på Sarah Records och K Records.

## Diskografi
Studioalbum
- 1991 – Heavenly vs. Satan
- 1992 – Le Jardin de Heavenly
- 1994 – The Decline and Fall of Heavenly
- 1996 – Operation Heavenly

Samlingsalbum
- 1995 - This Is Heavenly

Singlar/EP
- 1990 - I Fell In Love Last Night
- 1990 - Our Love Is Heavenly
- 1991 - So Little Deserve
- 1991 - She Says
- 1993 - Atta Girl - P.U.N.K Girl (EP)
- 1993 - P.U.N.K. Girl
- 1993 - Atta Girl
- 1996 - Space Manatee
- 1996 - Trophy Girlfriend / Keroleen (delad singel med Bis)